# Williams FW28
Chronologie des modèles (2007)
Williams FW27 Williams FW29
La Williams FW28 est la monoplace de Formule 1 de l'écurie Williams, engagée au cours de la saison 2006 de Formule 1. Elle est pilotée par l'Australien Mark Webber et l'Allemand Nico Rosberg. Les pilotes d'essais sont l'Autrichien Alexander Wurz et l'Indien Narain Karthikeyan.

## Historique
Après une saison 2005 difficile, l'ayant vu perdre le soutien de BMW ainsi que Nick Heidfeld, l'équipe de Frank Williams voit en 2006 une année de transition. Pour compenser la perte du moteur BMW, le dernier constructeur indépendant du plateau se tourne vers Cosworth. C'est chaussées en Bridgestone que les voitures britanniques tentent de retrouver le lustre passé.
Côté pilotes, l'australien Mark Webber reste en poste malgré une année 2005 assez morose durant laquelle il fut dominé par son coéquipier Nick Heidfeld, secondé par le champion GP2 en titre, Nico Rosberg. L'ex-pilote d'essai de McLaren, Alexander Wurz, et Narain Karthikeyan, ex-pilote Jordan et vecteur du commanditaire Tata, forment l'équipe d'essai.
Les essais d'intersaison se déroulent bien, la FW28 semble bien née. L'entame de la saison confirme ces dispositions puisque les monoplaces se classent sixième et septième, Webber devant Rosberg. L'Allemand marque ses premiers points dès son premier Grand Prix et réalise le meilleur tour en course, sauvant une course mal débutée par un accrochage avec Nick Heidfeld.
En Malaisie, Rosberg confirme sa performance en signant le troisième temps des qualifications devant son équipier. En course, il perd beaucoup de places au départ avant que le Cosworth ne le lâche.
En Australie, le jeune Allemand n'est que quatorzième sur la grille quand Mark Webber se classe septième. Nico Rosberg termine sa course dans le flanc de la Ferrari 248 F1 de Felipe Massa dès le deuxième virage. Webber livre une course brillante à domicile, se hissant en tête de la course à la faveur des ravitaillements, avant d'abandonner immédiatement après sur un problème de transmission.
À Imola, Mark Webber est dixième des qualifications et Rosberg treizième. En course, Webber termine sixième et Rosberg doit se contenter de la onzième place après une course anonyme.
Lors du Grand Prix d'Europe, Alexander Wurz enlève les deux premières séances d'essais libres mais le changement des moteurs des deux FW28 grève d'emblée le résultat de cette course. Rosberg est bon dernier sur la grille et Webber dix-neuvième. L'Australien abandonne alors qu'il remontait et Rosberg, redore son blason avec stratégie à un seul arrêt qui lui permet de se classer septième juste derrière la Renault R26 de Fisichella et la Honda RA106 de Barrichello.
En Espagne, en qualifications, pour la première fois de la saison, aucun des deux pilotes de l'écurie anglaise ne prend part à l'ultime phase de l'exercice : Webber se classe en onzième position, Rosberg en treizième. La course sera du même acabit, Webber échouant à la porte des points, deux rangs devant son équipier.
En Principauté, la course la plus frustrante de l'année pour l'équipe anglaise va avoir lieu : Wurz, dès les essais se met en évidence, Webber est en première ligne et Rosberg huitième. L'Australien suit le rythme de Fernando Alonso et Kimi Räikkönen, se maintenant à une ou deux secondes des leaders jusqu'à la casse de son moteur, au quarante-huitième tour puis Rosberg tape dans le mur quelques tours plus tard.
Quelques jours plus tard, sur ses terres, les FW28 ne récoltent pas le résultat espéré : qualifiés en douzième (Rosberg) et dix-septième (Webber!) positions, la course s'annonce sous de mauvais auspices. Webber est percuté par la Toyota de Ralf Schumacher dans le premier tour et abandonne quand Rosberg termine à la porte des points, dans les échappements des BMW.
Au Canada, Rosberg se qualifie en sixième position, et son équipier en dix-septième position. La course est aussi mauvaise pour l'un que pour l'autre : Rosberg est sorti par Montoya dès le deuxième tour et Webber termine douzième.

## Williams FW28B
Déçue par les performances du moteur Cosworth, Williams s'allie avec Toyota à compter de la saison 2007. Afin de tester le moteur japonais, l'écurie britannique conçoit une version B de la FW28, propulsée par le moteur Toyota RVX-06 de 2006. La FW28B, testée durant l'intersaison 2006-2007, se distingue de la FW28 par un nouvel aileron avant, qui sera utilisée sur la Williams FW29 de 2007, et est pilotée par Nico Rosberg, Mark Webber, Narain Karthikeyan et Kazuki Nakajima.

## Résultats en championnat du monde de Formule 1

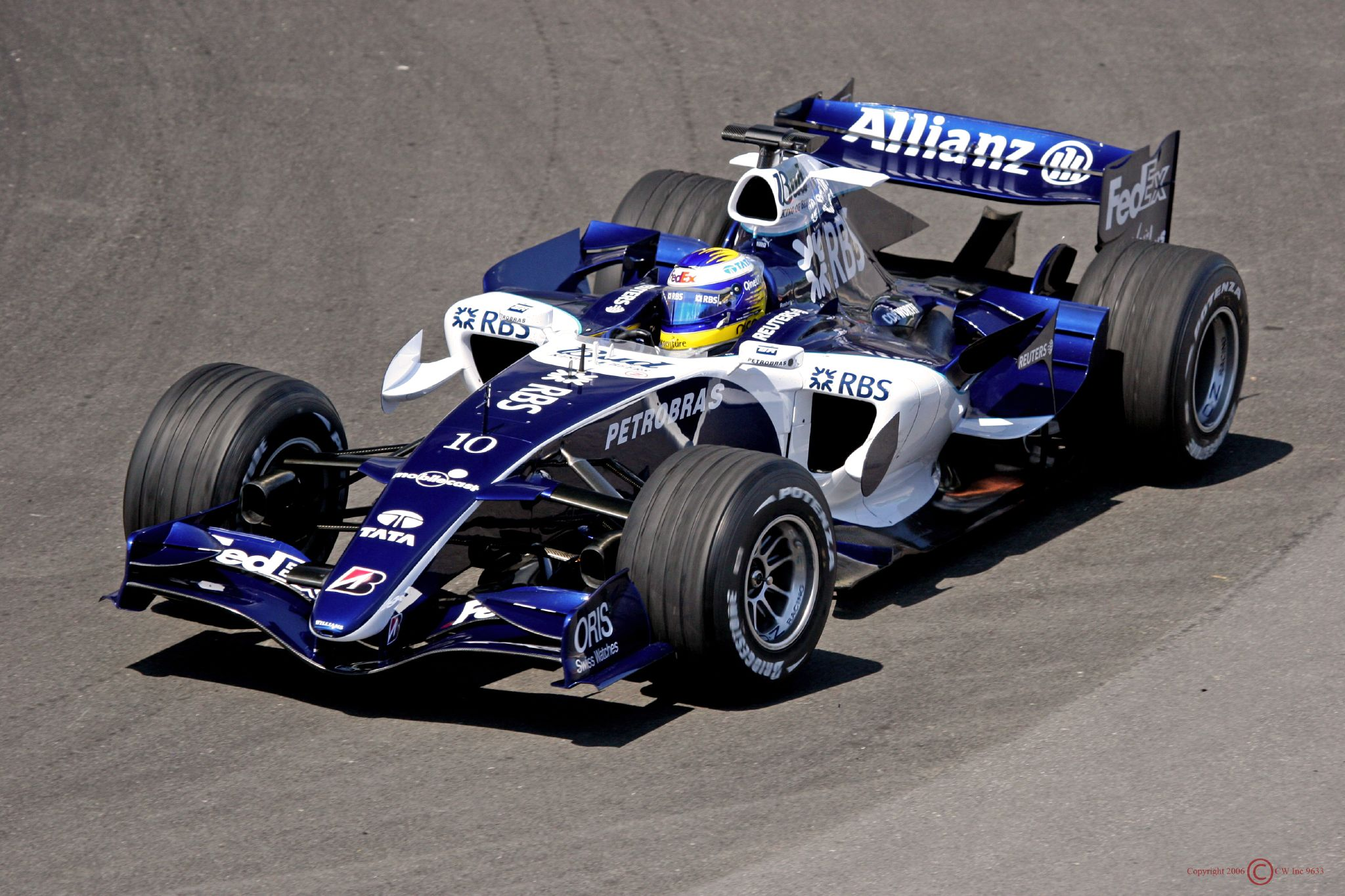
Nico Rosberg à bord de la Williams FW28 lors du GP du Canada 2006.

| Saison | Écurie           | Moteur             | Pneus       | Pilotes      | Courses | Courses | Courses | Courses | Courses | Courses | Courses | Courses | Courses | Courses | Courses | Courses | Courses | Courses | Courses | Courses | Courses | Courses | Points inscrits | Classement |
| Saison | Écurie           | Moteur             | Pneus       | Pilotes      | 1       | 2       | 3       | 4       | 5       | 6       | 7       | 8       | 9       | 10      | 11      | 12      | 13      | 14      | 15      | 16      | 17      | 18      | Points inscrits | Classement |
| ------ | ---------------- | ------------------ | ----------- | ------------ | ------- | ------- | ------- | ------- | ------- | ------- | ------- | ------- | ------- | ------- | ------- | ------- | ------- | ------- | ------- | ------- | ------- | ------- | --------------- | ---------- |
| 2006   | Williams F1 Team | Cosworth CA2006 V8 | Bridgestone |              | BAH     | MAL     | AUS     | SMR     | EUR     | ESP     | MON     | GBR     | CAN     | USA     | FRA     | ALL     | HON     | TUR     | ITA     | CHI     | JAP     | BRÉ     | 11              | 8e         |
| 2006   | Williams F1 Team | Cosworth CA2006 V8 | Bridgestone | Mark Webber  | 6e      | Abd     | Abd     | 6e      | Abd     | 9e      | Abd     | Abd     | 12e     | Abd     | Abd     | Abd     | Abd     | 10e     | 10e     | 8e      | Abd     | Abd     | 11              | 8e         |
| 2006   | Williams F1 Team | Cosworth CA2006 V8 | Bridgestone | Nico Rosberg | 7e      | Abd     | Abd     | 11e     | 7e      | 11e     | Abd     | 9e      | Abd     | 9e      | 14e     | Abd     | Abd     | Abd     | Abd     | 11e     | 10e     | Abd     | 11              | 8e         |

Légende : ici 